# メディカルツーリズム協会
一般社団法人メディカルツーリズム協会は、医療ツーリズムの普及および発展に寄与することを目的とする一般社団法人。

## 概要
- 創立：2012年（平成24年）
- 法人番号：8010005019077
- 代表理事：村上平
- アドバイザー：真野俊樹
- 所在地：東京都中央区明石町1-7

### 業務内容
- 医療ツーリズムに関する調査及び研究
- 医療ツーリズムに関する国内外の各種情報提供
- 医療ツーリズムを推進する国内外の施設及び旅行会社等の紹介
- 医療ツーリズムに関する主催旅行の実施、旅行者の案内及び旅行に関する契約の代理、媒介、取次ぎ等の旅行業及び旅行業者代理業
- 医療ツーリズムに関するセミナーの企画、運営又は開催
- 医療ツーリズムに関する電子出版物の提供、図書及び記録の供覧、書籍の制作、放送番組の制作、図書の貸与、写真の撮影、通訳、翻訳
- 医療ツーリズムに関する医療情報の提供、医業、調剤、健康診断、栄養の指導、介護、医療用機械器具の貸与
- その他、当法人の目的を達成するために必要な事業

また、「メディカルツーリズム®」を自社の商品・サービスに利用する場合には、協会の会員となることが必要。「メディカルツーリズム®」は株式会社フォーチュンの登録商標。